# Zabytki w Brzegu

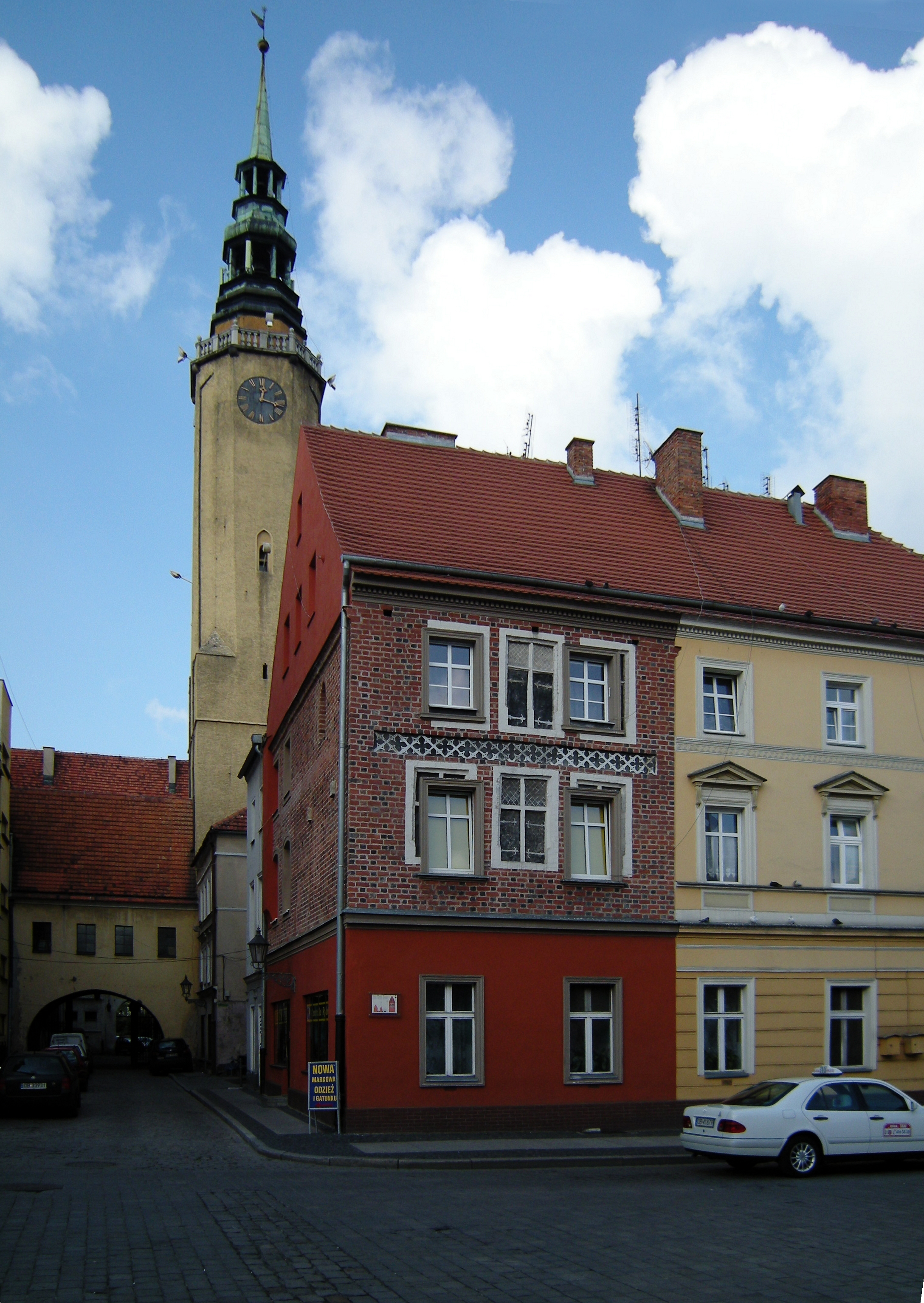
Rynek: wieża Ratusza i kamieniczki sukiennic

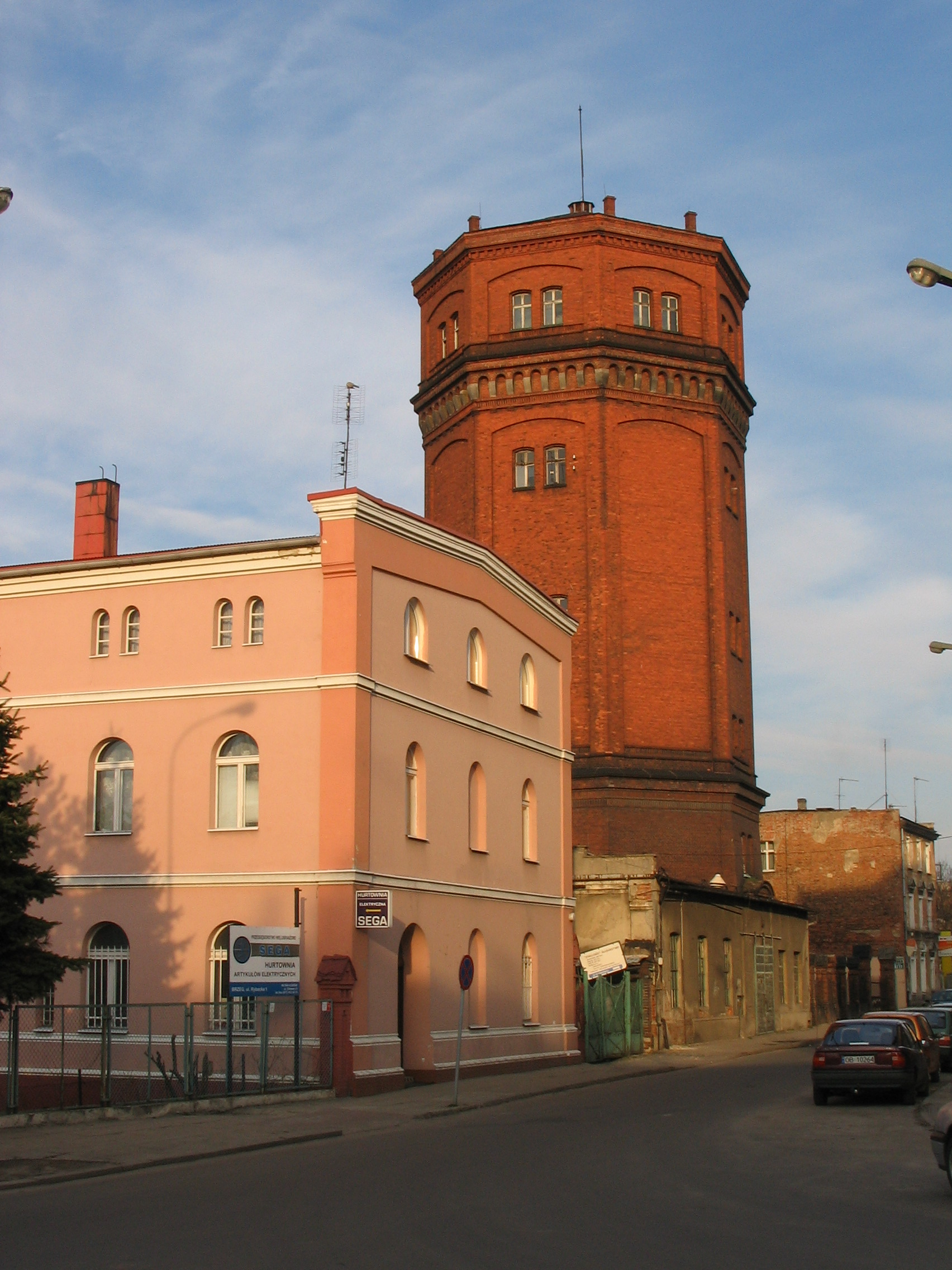
Komunalna wieża ciśnień

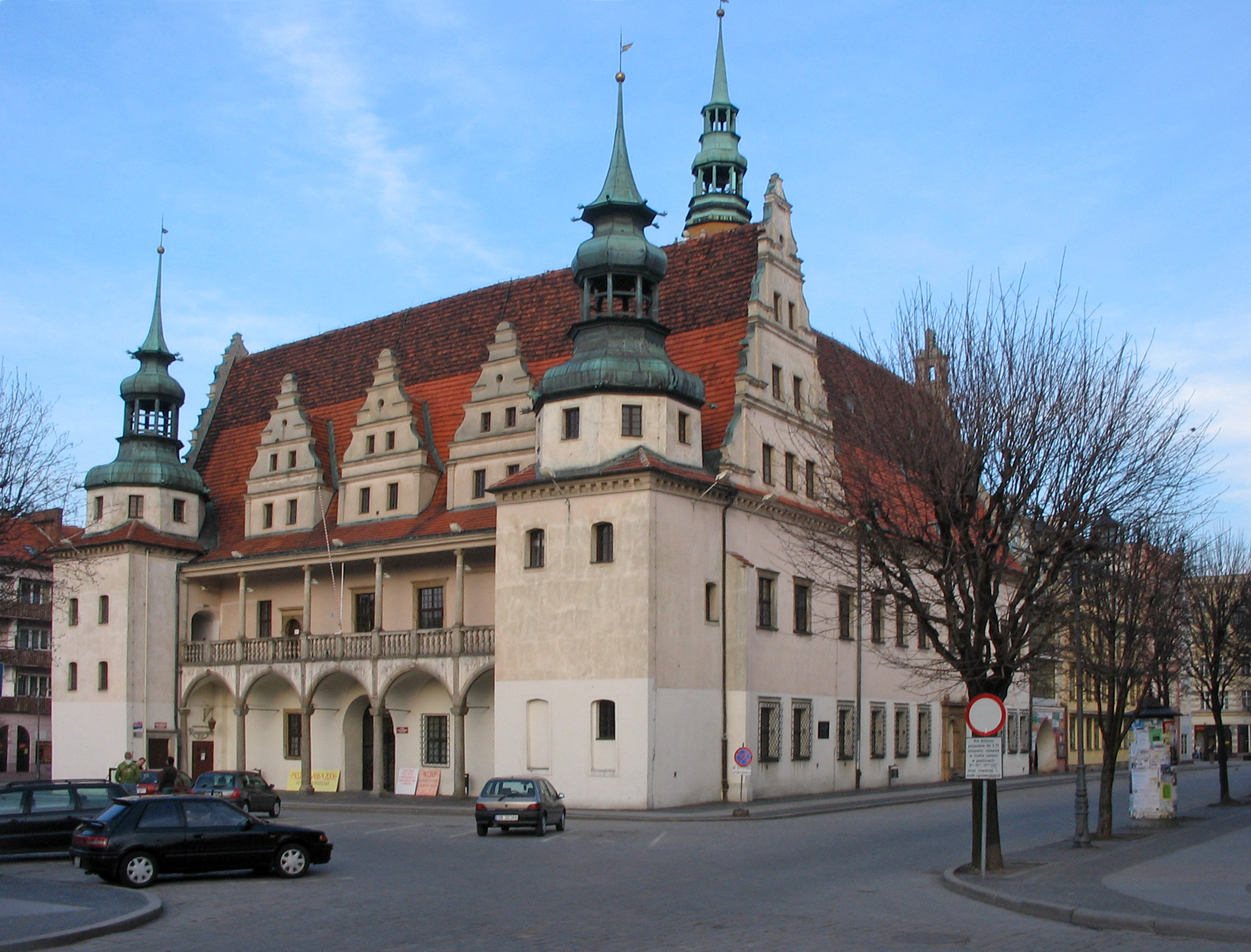
Ratusz

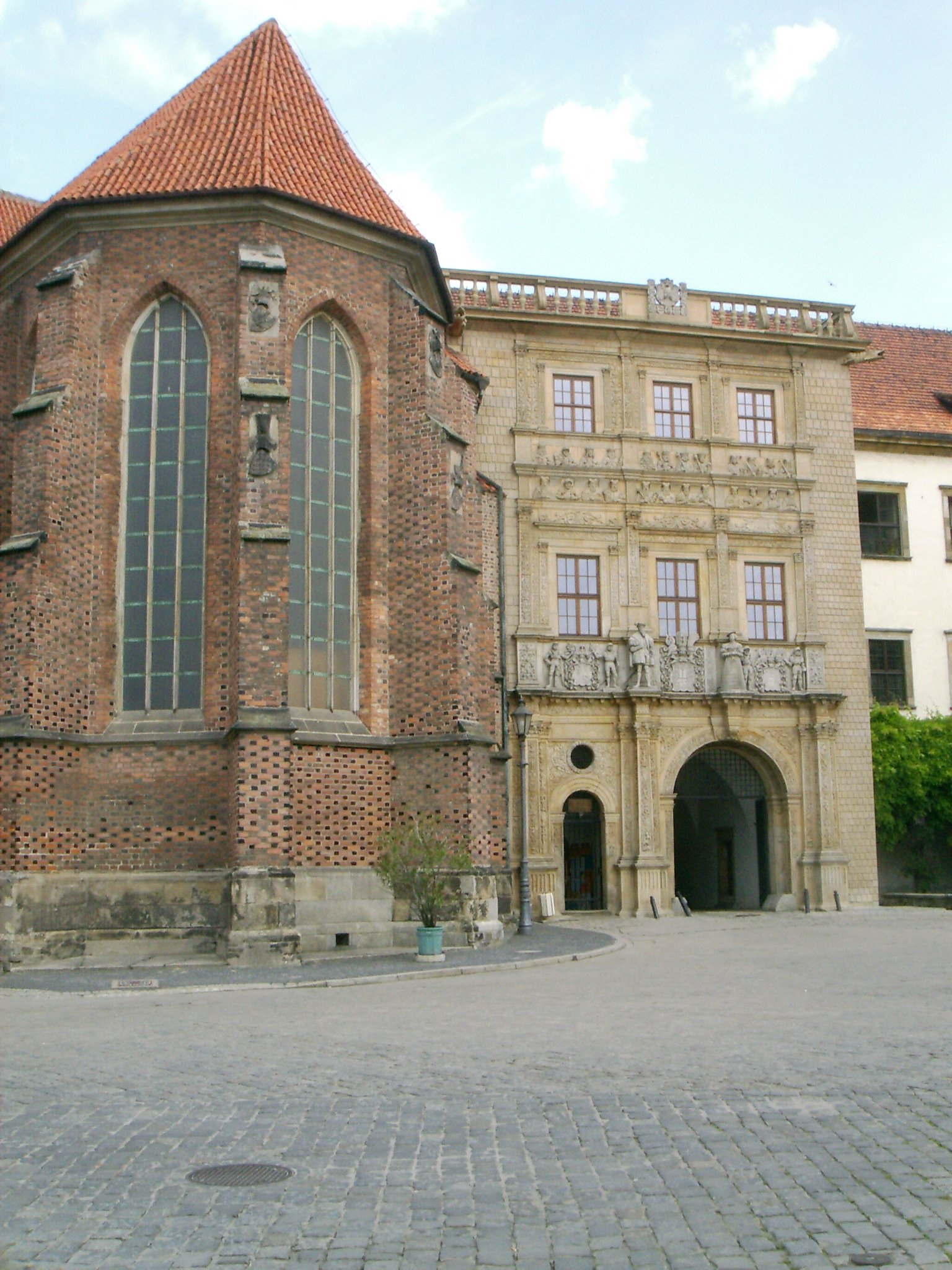
Brama zamkowa i kościół zamkowy pw. św. Jadwigi

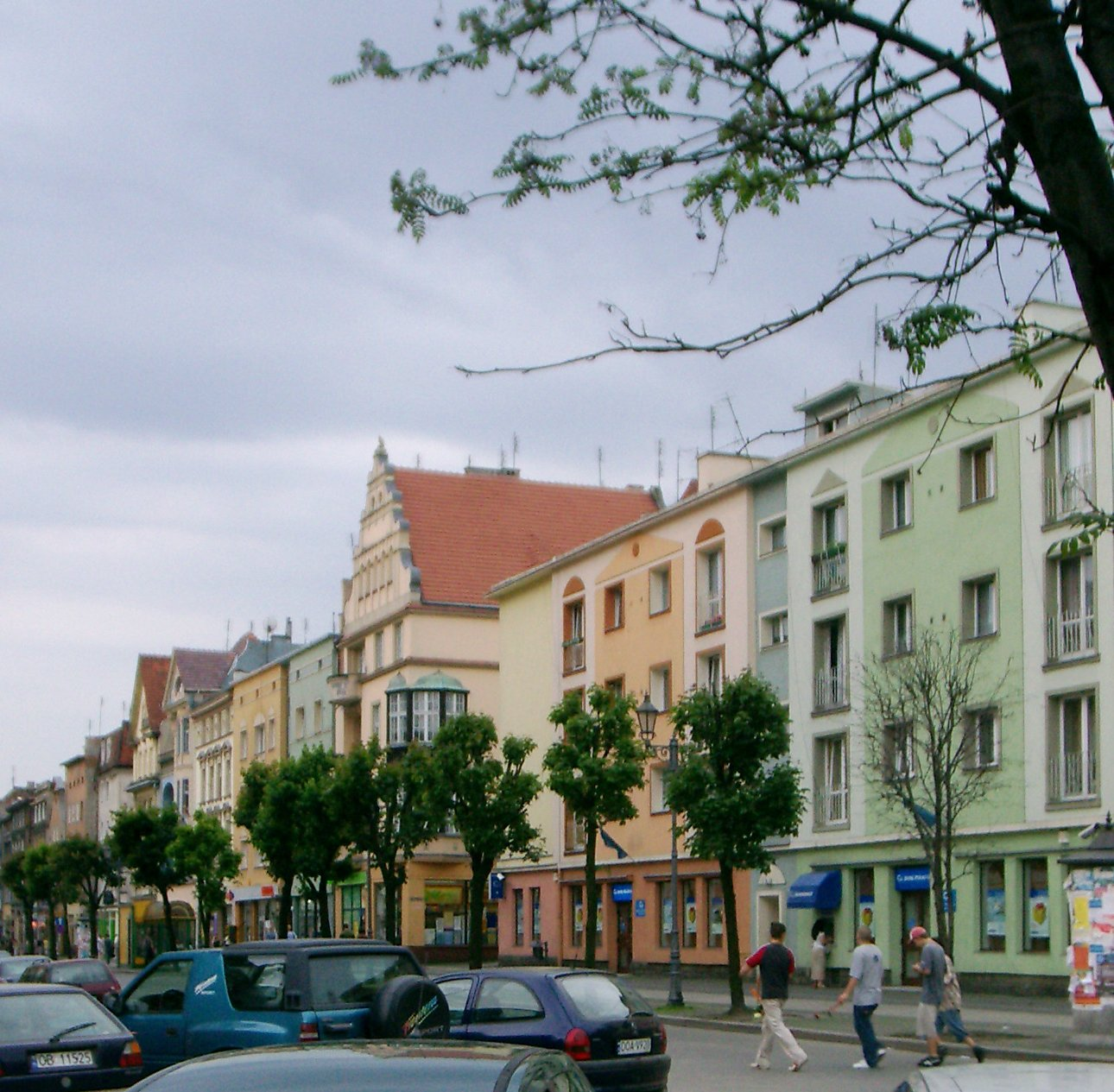
Rynek: pierzeja od ulicy Jabłkowej

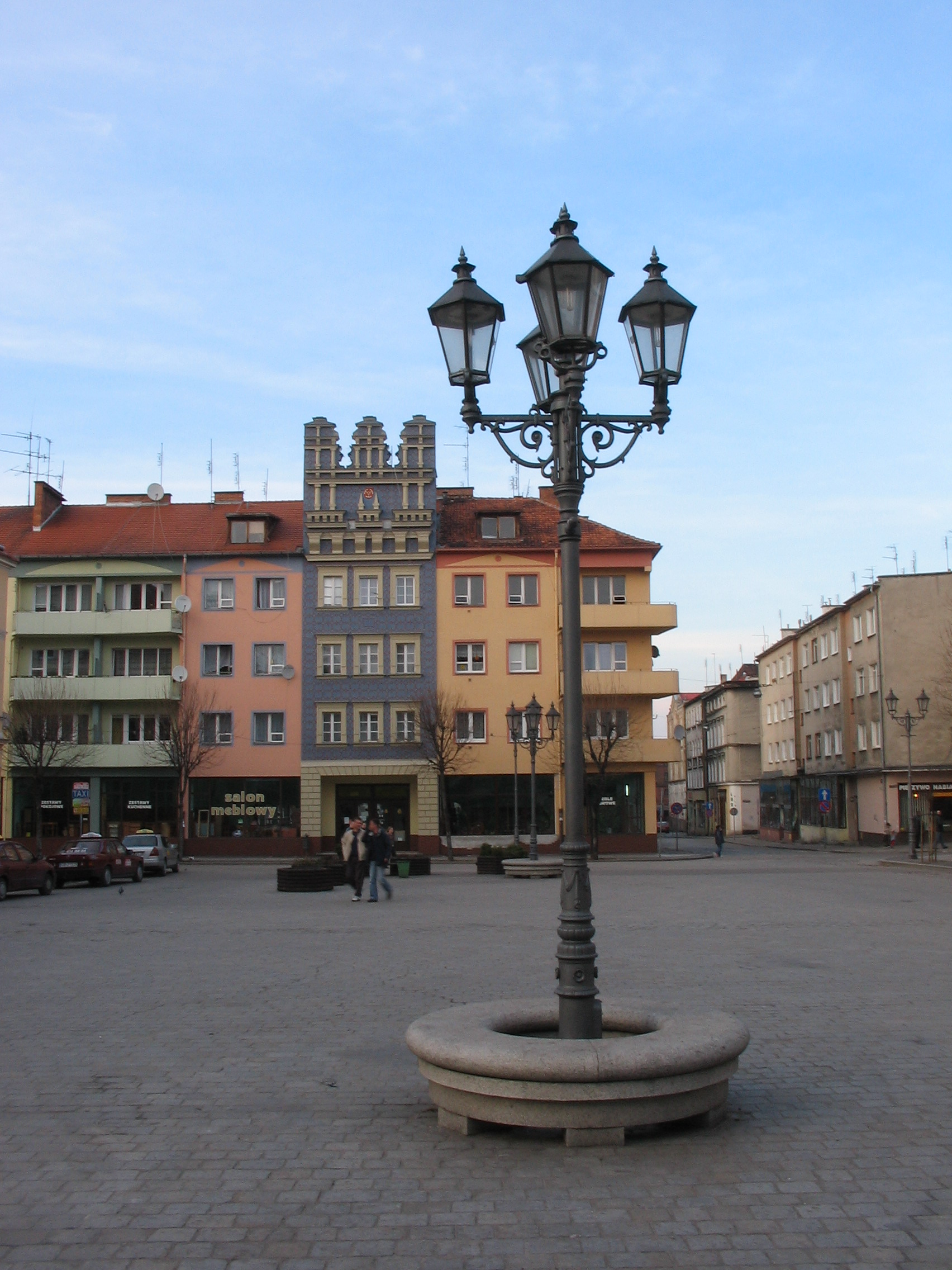
Rynek: pierzeja w kierunku ulicy Młynarskiej

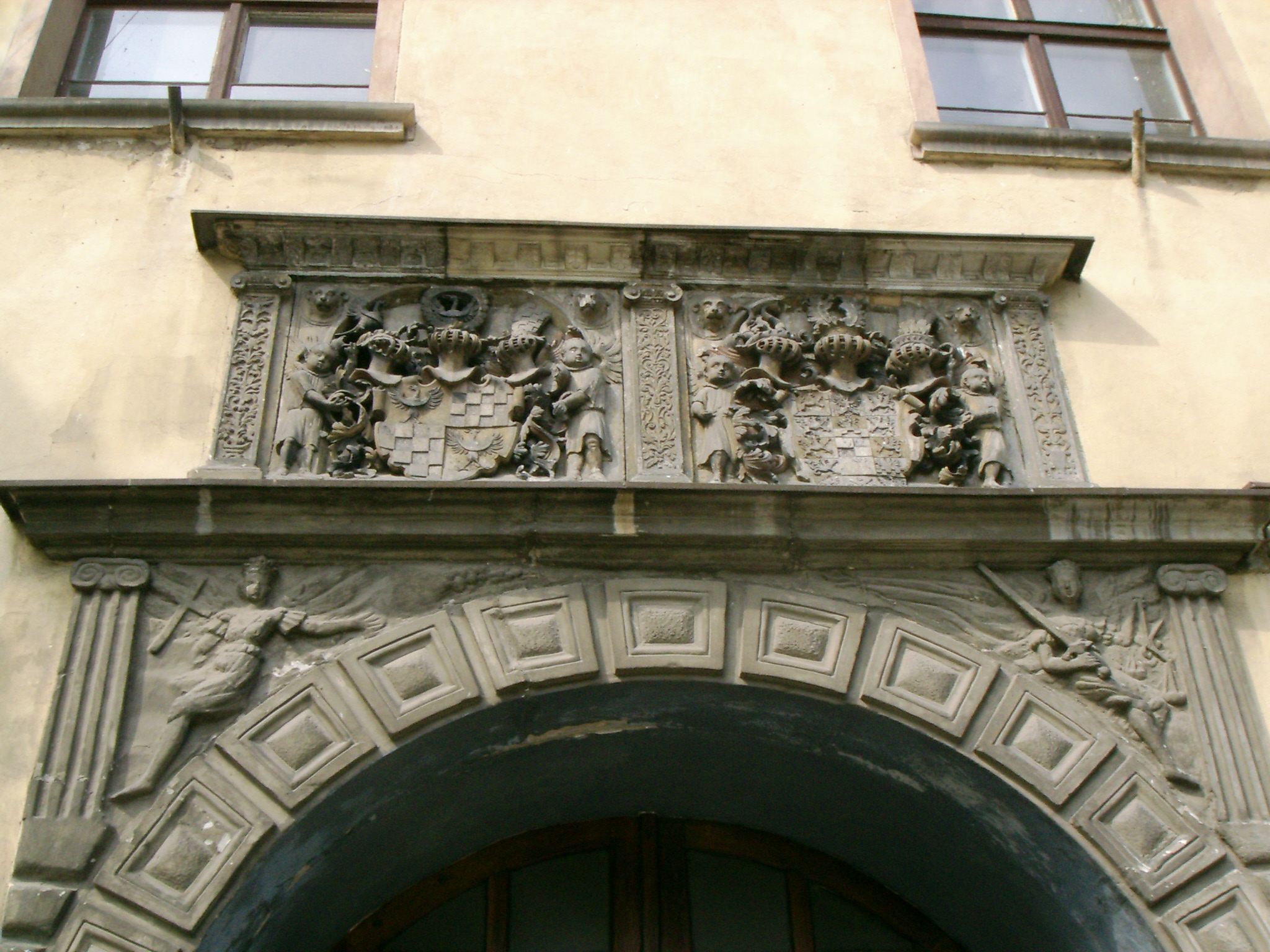
Detal architektoniczny na Zamku Piastów Śląskich

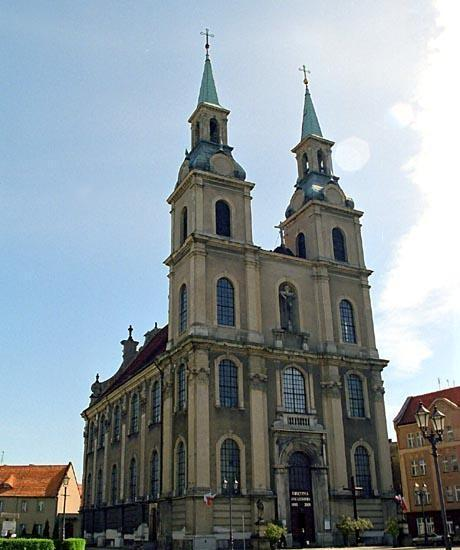
Barokowy Kościół Podwyższenia Krzyża Świętego

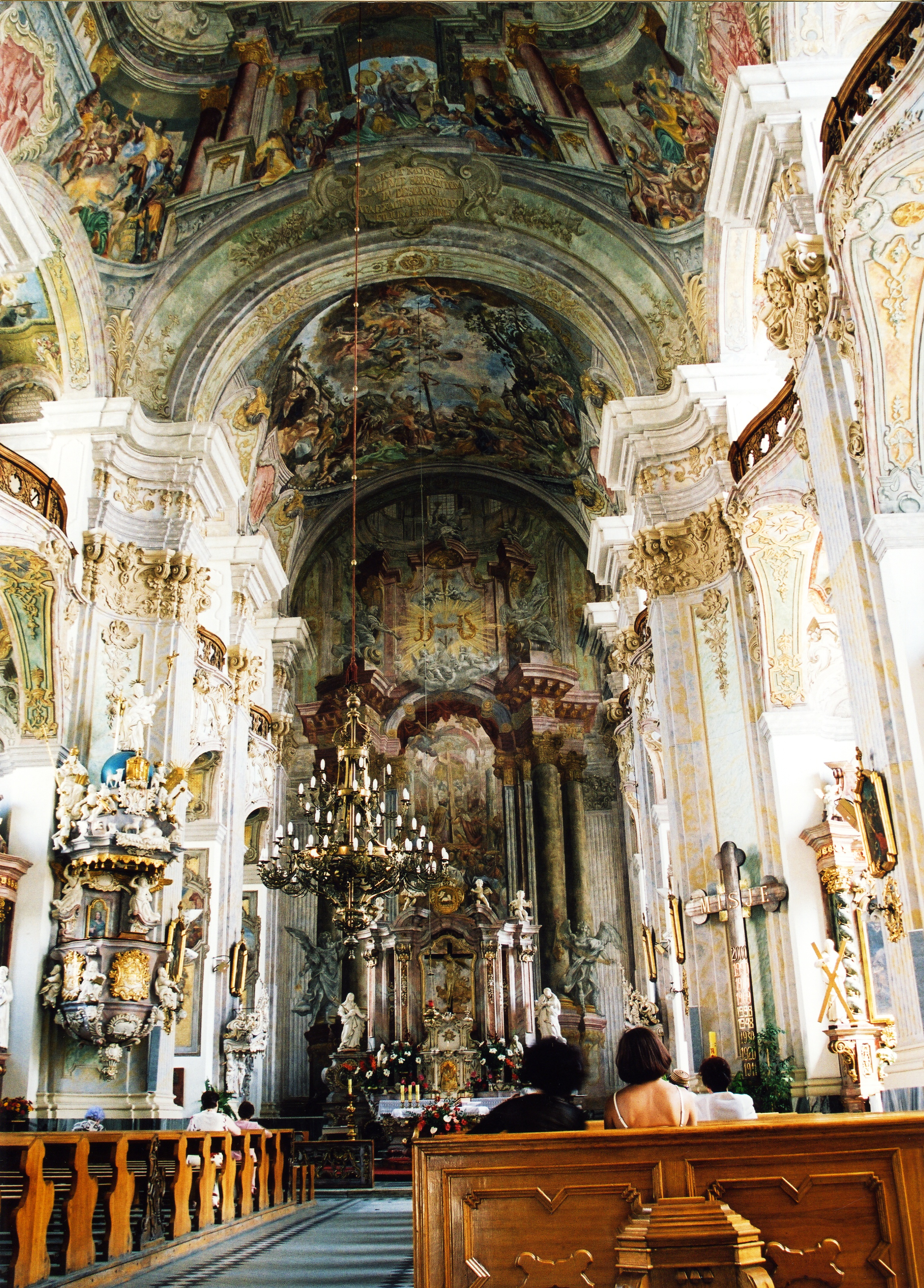
Wnętrze Kościoła Podwyższenia Krzyża Świętego

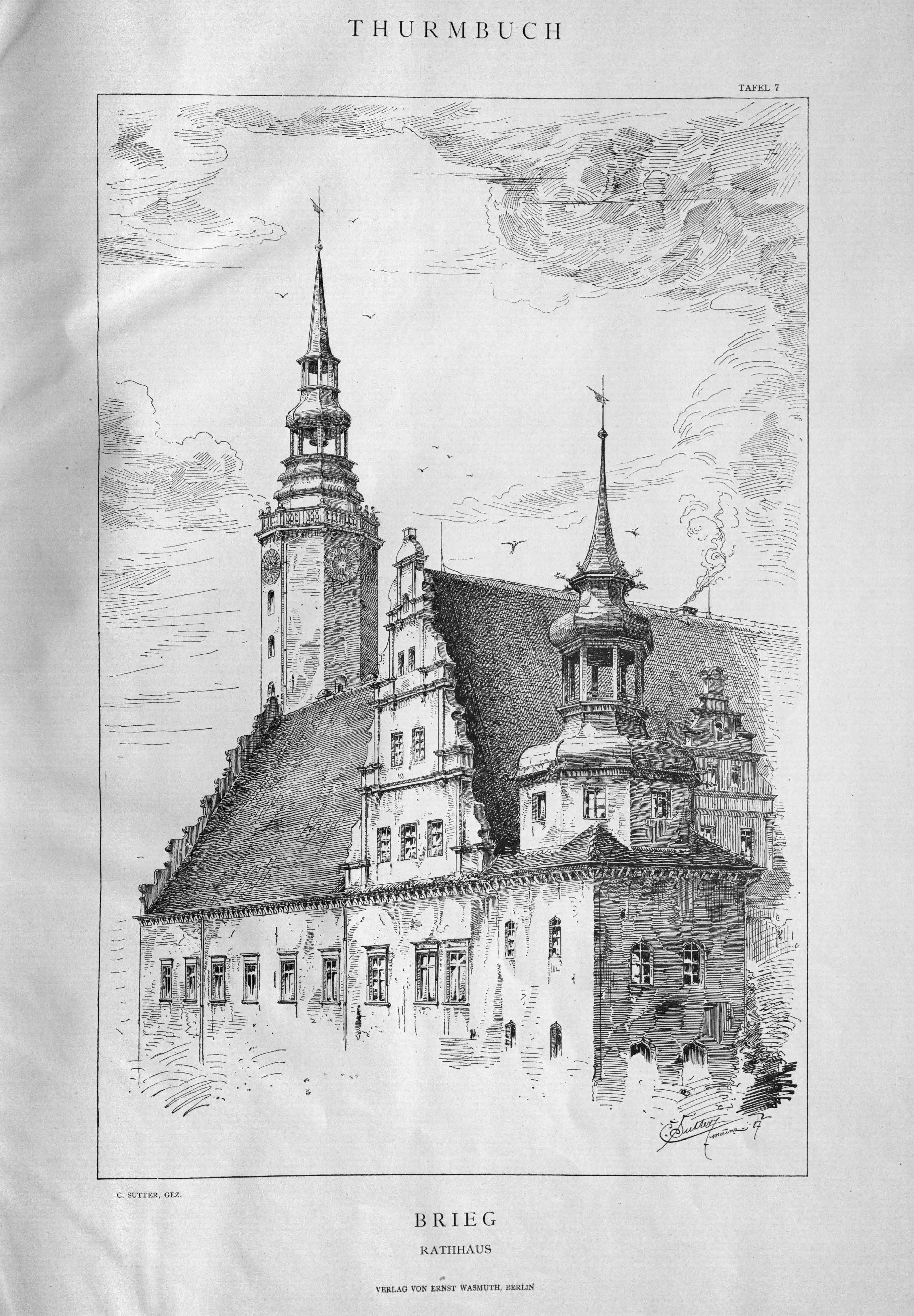
Ratusz w Brzegu na rycinie XIX-wiecznej

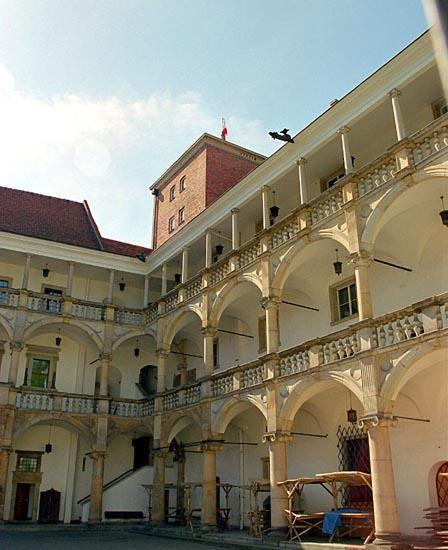
Dziedziniec Zamku

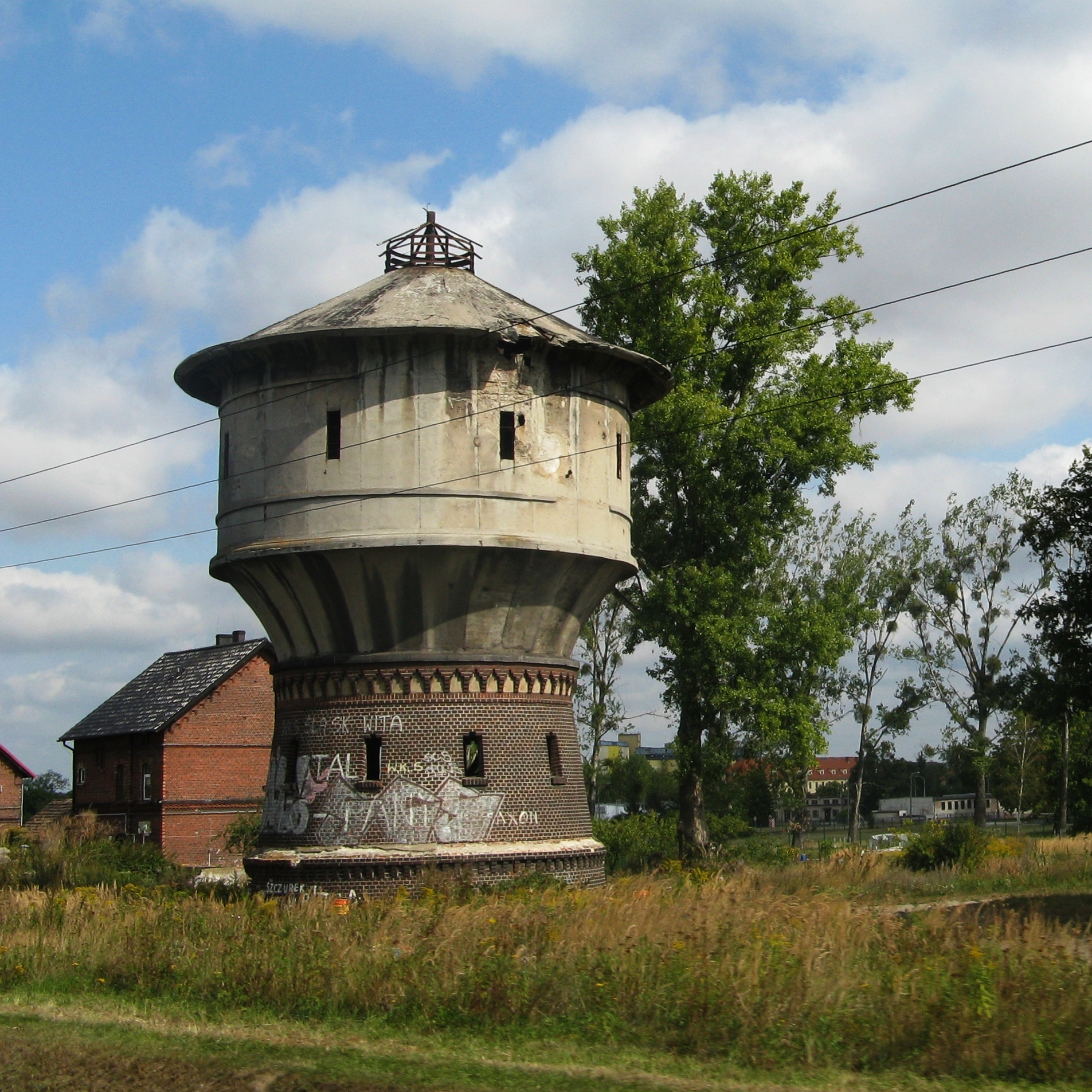
Kolejowa wieża ciśnień z 1909 roku przy ul. Kolejowej (2018)

Zabytki Brzegu − obiekty dziedzictwa kulturowego znajdujących się w Brzegu, chronione prawem i widniejące w rejestrze zabytków.
Na poniższej liście przyjęto nomenklaturę rejestru zabytków a do podziału posłużyło kryterium pierwotnego przeznaczenia obiektu.

## Zespoły obiektów
- stare miasto − wpisane do rejestru w 1954 oraz w 1959.
- zespół zamkowy z XIV, XVI, XVIII:
  - zamek,
  - kościół zamkowy pw. św. Jadwigi, 2 poł. XIV, XVI.
- zakład karny, ul. Bolesława Chrobrego 29 (d. 15/16), w skład którego zabytkowych części wchodzą:
  - budynek penitencjarno-administracyjny,
  - budynek penitencjarno-produkcyjny,
  - mury obwodowe i wewnętrzne.

## Obiekty użyteczności miejskiej
- Ratusz, Rynek 1, wybudowany 1570, przebudowa z 1746,
- rogatka miejska, ob. dom mieszkalny, ul. Krakusa 1,
- dworzec kolejowy, pl. Dworcowy,
- poczta, pl. Dworcowy,
- poczta, ul. Piastowska 7 (d. 6), 2 poł. XIX w.,
- sąd rejonowy, ul. Bolesława Chrobrego 31 (d. 17),
- szkoła, ul. Kamienna 4 (d. 2),
- gimnazjum książęce (inna nazwa: Gimnazjum Piastowskie), ul. Moniuszki 3/4,
- sierociniec, ob. szpital psychiatryczny, ul. Nysańska 4/6, z 1911,
- wodociągowa wieża ciśnień, kolejowa, ul. Kolejowa, z 1909,
- wodociągowa wieża ciśnień, komunalna, ul. Rybacka 5,
- młyn − budynek produkcyjny, pl. Młynów, z 1889.

## Obiekty związane z kultem religijnym
- kościół par. pw. św. Mikołaja, ul. Kościelna, wybudowany: 1370, przebudowy: 1409–1416, XIX, odbudowa powojenna: 1959,
- kościół klasztorny franciszkanów pw. św. św. Piotra i Pawła, ob. nieużytkowany, ul. Młyńska, z XIV, XVII i XVIII wieku,
- kościół klasztorny jezuitów, ob. par. pw. Świętego Krzyża, pl. Zamkowy, wybudowany: 1734, przebudowa: 1856,
- kościół ewangelicki św. Łukasza, ul. Władysława Łokietka 9 (d. 6), wybudowany 1896,
- bożnica, ob. dom mieszkalny, ul. Długa 61, wybudowana 1799, do celów mieszkalnych przystosowana w XX wieku,
- kaplica cmentarna, ob. kościół garnizonowy pw. Zmartwychwstania, ul. Ofiar Katynia 67,
- cmentarz żydowski, ul. Makarskiego
- dawny klasztor dominikanów, obecnie przystosowany w celach mieszkalnych, ul. Górna 2, z XVI wieku, 2 poł. XIX wieku.

## Dawne fortyfikacje, koszary i zieleń miejska
- planty miejskie, XIX w.:
  - park Chrobrego (inna nazwa: Park nad Fosą)
  - park Centralny im. J. Czajkowskiego
  - park Nadodrzański (inna nazwa: Park nad Odrą)
- park Wolności im. Juliusa Peppela, 1908–1914,
- fortyfikacje miejskie:
  - fragmenty murów obronnych, ul. Nadodrzańska, pl. Zamkowy, Reja, XIV–XVII w.,
  - Brama Odrzańska, z roku 1595 lub 1596, przeniesiona do parku na obecne miejsce w 1895
  - fortyfikacje bastionowe, XVII–XVIII w.
- koszary fryderycjańskie „Wielkie”, ul. Stare Koszary, 1781–1782, XIX–XX w.

## Obiekty małej architektury
- fontanna, ul. Bolesława Chrobrego 35 (d. 17), 2 poł. XIX,
- ogrodzenie, murowano-metalowe, ul. Trzech Kotwic 15, z 1870.

## Pałacyki i wille
- pałacyk, ob. przedszkole, ul. Towarowa 1 (d. 2), z 1878,
- willa, ul. Armii Krajowej 4, 2 poł. XIX w.,
- willa, ul. Bolesława Chrobrego 35 (d. 17), 2 poł. XIX w.,
- willa, ul. Piastowska 6 (d. 38), z 1870,
- willa, ul. Piastowska 31, z lat 1860–1868, 1930.

## Kamienice
- kamienica, ul. Armii Krajowej 16, 1915,
- kamienica, ul. Armii Krajowej 24, 1890,
- kamienica, ul. Bolesława Chrobrego 11, 1880,
- kamienica, ul. Bolesława Chrobrego 14, po 1890,
- kamienica, ul. Bolesława Chrobrego 23, 1905,
- kamienica, ul. Bolesława Chrobrego 28, 1914,
- 2 kamienice, ul. Chopina 2-4, XVI–XVIII, 1885, 1970,
- kamienica, ul. Chopina 10, pocz. XIX, 1970,
- 2 kamienice, ul. Długa 14 i 16, XVI–XVIII, k. XIX, 1970,
- kamienica, ul. Dzierżonia 6, 1885,
- kamienica, ul. Jabłkowa 6, z 2 poł. XIII, obecny wygląd z 1750 i 1880,
- kamienica, ul. Księcia Jerzego II Piasta 3, z 1905,
- kamienica, ul. Księcia Jerzego II Piasta 4, z 1900,
- kamienica, ul. Kapucyńska 3, z 1906,
- kamienica, ul. Mleczna 2, z 1915,
- kamienica, ul. Młynarska 3, z 1995,
- kamienica, ul. Młynów 2, 1 poł. XIX w.,
- kamienica, ul. Ofiar Katynia 40,
- kamienica, ul. Ofiar Katynia 45, z 1900,
- kamienica, ul. Ofiar Katynia 55, z 1914,
- kamienica, ul. Piastowska 33, z pocz. XX w.,
- kamienica, ul. Piłsudskiego 18, z 1910,
- kamienica, ul. Piłsudskiego 19, z 1910,
- kamienica, ul. Piłsudskiego 24, z 1910,
- kamienica, ul. Robotnicza 16, z 1914,
- kamienica, ul. Rybacka 13, z 1870,
- kamienica, ul. Robotnicza 18, z 1914,
- kamienica z oficynami, ul. Staromiejska 5, z 1880,
- kamienica, ul. Trzech Kotwic 10,
- kamienica, ul. Trzech Kotwic 12, z 1910,
- kamienica, ul. Władysława Łokietka 13, koniec XIX w.,
- kamienica, ul. Wrocławska 4, z 1905,
- kamienica, ul. Wrocławska 6, z 1905,
- kamienica, ul. Wyszyńskiego 22, z 1910,
- kamienica, ul. Wyszyńskiego 30, z 1905,
- kamienica, ul. Wyszyńskiego 32, z 1905.

## Domy
Nazewnictwo dom przyjęto za rejestrem zabytków. W rzeczywistości wiele z domów w rejestrze stanowią kamienice.
- dom, ul. Armii Krajowej 2/Chrobrego 35, wybudowany ok. poł. XIX w.,
- dom, ul. Armii Krajowej 10, z roku 1905,
- dom, ul. Bolesława Chrobrego 10 (d. 51),
- dom, ul. Bolesława Chrobrego 13 (d. 8),
- dom, ul. Bolesława Chrobrego 4 (d. 56), wybudowany po 1870,
- dom, ul. Bolesława Chrobrego 6 (d. 54/55), z XIX/XX w.,
- dom, ul. Chopina 12, (XVI), z poł. XIX w.,
- dom, ul. Chopina 13, (wypis z księgi rejestru) (nie istnieje ?)
- dom, ul. Bolesława Chrobrego 27 (d. 14), pocz. XIX w.,
- dom, ul. Chopina 1, z 1597 i 1883,
- dom, ul. Chopina 14, z 1830, 1880 i 1912,
- dom, ul. Chopina 20, z pocz. XIX w.,
- dom, ul. Długa 9,
- dom, ul. Długa 13, z 1790,
- dom, ul. Długa 19,
- dom, ul. Długa 21,
- dom, ul. Długa 23 (d.12),
- dom, ul. Długa 24 (d.48), (wypis z księgi rejestru)
- dom, ul. Długa 27 (d. 48),
- dom, ul. Długa 31, XVIII w., (wypis z księgi rejestru)
- dom, ul. Długa 33 (d. 17), (wypis z księgi rejestru)
- dom, ul. Długa 35, XVIII w.,
- dom, ul. Długa 43 (d. 22), XVI w., przebudowa w 1830,
- dom, ul. Długa 45 (d. 23), z pocz. XIX w., (wypis z księgi rejestru)
- dom, ul. Długa 47 (d. 24), z pocz. XIX w., (wypis z księgi rejestru)
- dom, ul. Długa 49 (d. 25), (wypis z księgi rejestru)
- dom, ul. Długa 55/57 (d. 16, 28, 29),
- dom, ul. Długa 57, z 1820,
- dom, pl. Dworcowy 2, wybudowany po 1870,
- dom, ul. Dzierżonia 1, 3 (d. Rynek 36 i ul. Zakonnic 2), z 1840,
- dom, ul. Dzierżonia 4 (d. 29), z 1800,
- dom, ul. Dzierżonia 14 (d. 23), XIX w.,
- dom, ul. Górna 5,
- dom, ul. Górna 7 (d. 4), XVIII–XIX w.,
- dom, ul. Jabłkowa 1, z 1725,
- dom, ul. Jabłkowa 5 (d. 3), z XVII w.,
- dom, ul. Jabłkowa 7 (d. 4), XVII w.,
- dom, ul. Jabłkowa 9/11 (d. 5/6, XIX–XX w.,
- dom, ul. Jana Pawła II 3 (d. 4), z 1898,
- dom, ul. Jana Pawła II 4 (d. 33), powstał po 1870,
- dom, ul. Jana Pawła II 5 (d. 5), wybudowany po 1860,
- dom, ul. Jana Pawła II 7 (d. 6), wybudowany w 1870, z przebudową w roku 1910,
- dom, ul. Jana Pawła II 11, wybudowany po 1880,
- dom, ul. Jana Pawła II 16 (d. 28), wybudowany po 1880,
- dom, ul. Jana Pawła II 17 (d. 10), wybudowany po 1890,
- dom, ul. Jana Pawła II 18 (d. 27), z XIX/XX w.,
- dom, ul. Jana Pawła II 19 (d. 11), wybudowany po 1880,
- dom, ul. Jana Pawła II 21 (d. 12), wybudowany po 1880,
- dom, ul. Jana Pawła II 22 (d. 25), z 1910,
- dom, ul. Jana Pawła II 26 (d. 23), wybudowany po 1890,
- dom, obecnie szkoła, ul. Kamienna 3, z 1884,
- dom, ul. Kowalska 1 (d. Zakonnic 13), z 1800,
- dom, ul. Mleczna 4 (d. 12), początek XX w.,
- dom, ul. Mleczna 6 (d. 11), koniec XIX w.,
- dom, ul. Mleczna 8 (d. 10), z 1908,
- dom, ul. Młynarska 5 (d. 6), XVIII w.,
- dom, ul. Młynów 1 (d. Pańska 5), XVIII w., (nie istnieje)
- dom, ul. Młynów 5 (d. 6), 2 poł. XVI w., XVIII w., XIX w.,
- dom, ul. Młynów 7 (d. 8), 2 poł. XVI w., XVIII w., XIX w.,
- dom, ul. Młynów 8 (d. 9. 10), XVII w.,
- dom, ul. Młynów 9 (d.11), XVI, XVIII i XIX w.,
- dom, ul. Ofiar Katynia 8, pocz. XIX w., (nie istnieje)
- dom, ul. Ofiar Katynia 15 (d. 9), z 1870,
- dom, ul. Ofiar Katynia 25 (d. 14), pocz. XX w.,
- dom, ul. Ofiar Katynia 37 (d. 22), XIX w.,
- dom, ul. Opolska 12, XVIII w., (nie istnieje)
- dom, ul. Opolska 13, z 1800, (nie istnieje)
- dom, ul. Piastowska 1, z 1889,
- dom, ul. Piastowska 2 (d. 42), z 1880,
- dom, ul. Piastowska 3 (d. 4), z 1889,
- dom, ul. Piastowska 5, z 1902,
- dom, ul. Piastowska 8 (d. 39), z 1874,
- dom, ul. Piastowska 9 (d. 7), 3 ćw. XIX w.,
- dom, ul. Piastowska 10 (d. 37), 2 poł. XIX w.,
- dom, ul. Piastowska 12 (d. 36), 2 poł. XIX w.,
- dom, obecnie pustostan, dawna przychodnia rejonowa, ul. Piastowska 16 (d. 34),
- dom, obecnie szkoła muzyczna, ul. Piastowska 18 (d. 53),
- dom, ul. Piastowska 22 (d. 29),
- dom, ul. Piastowska 24 (d. 28),
- dom, ul. Piastowska 26 (d. 27),
- dom, ul. Piastowska 29 (d. 16), koniec XIX w.,
- dom, ul. Piastowska 32 (d. 25),
- dom, ul. Polska 5 (d. Opolska 28 i Reja 28), z 1780,
- dom, ul. Polska 12 (d. Reja 24), poł. XVIII w.,
- dom (d. oficyna), ul. Reja 2, 1 poł. XVIII–XX w.,
- dom, ul. Reja 5 (d. Opolska 5), z 1777,
- dom, ul. Reja 8 (d. Opolska 31), z 1800,
- dom, ul. Reja 25, poł. XVIII,
- dom, ul. Reja 28, poł. XVIII,
- dom, ob. Urząd Miasta, ul. Robotnicza 12, z 1902,
- dom, Rynek 4 (d. 34),
- dom, Rynek 6, pocz. XX w.,
- dom, Rynek 7 (d. 3), k. XIX w.,
- dom, Rynek 15 (d. 23), 1784, XIX, XX w.,
- dom, ul. Staromiejska 6 ,
- dom, ul. Staromiejska 8/10 (d. 14),
- dom, ul. Staromiejska 8/10 (d. 15),
- dom, ul. Staromiejska 11, (XIV/XV), z 1880,
- dom, ul. Staromiejska 12 (d. 11),
- dom, ul. Staromiejska 12,
- dom, ul. Staromiejska 12 (d. 13),
- 2 domy, ul. Sukiennice 1 (d. Rynek 42/43),
- 2 domy, ul. Sukiennice 2/3 (d. Rynek 37 / ul. Sukiennice 5), poł. XVIII w.,
- dom, ul. Sukiennice 4 (d. Rynek 38/39),
- dom, ul. Sukiennice 5 (d. Sukiennice 8, Rynek 40 i 41), XIX w.,
- dom, ul. Sukiennice d. 6, XVI, XVIII w., (nie istnieje)
- dom, ul. Szkolna 5 (d. 32), pocz. XX w.,
- dom, ul. Szkolna 7 (d. 31), pocz. XX w.,
- dom, ul. Szkolna 9 (d. 30), pocz. XX w.,
- dom, ul. Szkolna 11 (d. 29), z 1905,
- dom, ul. Szkolna 13, z 1905,
- dom, ul. Szkolna 15 (d. 27), z 1905,
- dom, ul. Szkolna 17, z 1910,
- dom, ul. Szkolna 26, z 1900,
- dom, ul. Szpitalna 8, z 1900, (nie istnieje ?)
- dom, ul. Trzech Kotwic 15, z 1870,
- dom, ul. Trzech Kotwic 16-16 A, z 1870,
- dom, ul. Zamkowa 10 (d. 18), 1820,
- dom, pl. Zamkowy 2, z 1700, XIX w.,
- dom, pl. Zamkowy 4, z 1700, XIX w., (nie istnieje)
- dom, pl. Zamkowy 5, z 1780,
- dom, pl. Zamkowy 6,
- dom, pl. Zamkowy 7 (d. 10), z 1800.